# Tarbit Shipping
Tarbit Shipping AB är ett svenskt rederi med säte i Skärhamn på Tjörn. Företaget bedriver tanksjöfart inriktat på asfaltstransporter, men även färdiga produkter. Företaget startades 1962 och driver idag sex fartyg under svensk flagg, och ytterligare nio under holländsk genom dotterföretaget "Theodora Tankers BV".

## Fartyg

### Svensk flagg
Tarbit Shippings svenska båtar listas här till höger. Det är systerfartygen Bit Viking och Bit Okland, som går i chartertrafik för Statoil respektive Preem. Även Bit Oktania går i charter för Preem. Bit Flower och Bithav är asfaltsfartyg som ofta trafikerar svarta havet och medelhavet. Bitfjord är företagets äldsta båt, som trafikerar norra Europa om somrarna, på vintern ligger den upplagd i Skärhamn. I mars 2010 flaggades "Bithav" om till Holländsk flagg.

### Holländsk flagg
Genom företaget Theodora Tankers BV driver Tarbit Shipping fartygen:
- M/T Stella Polaris,  8 000 ton
- M/T Theodora,  6 616 ton
- M/T Stella Orion, 4 999 ton
- M/T Stella Virgo,  4 999 ton
- M/T Stella Maris,  4 552 ton
- M/T Bitland, 4 450 ton
- M/T Stella Wega, 4 350 ton
- M/T Stella Lyra, 3 800 ton